# Вила, Алексис
Алексис Вила Пердомо (исп. Alexis Vila Perdomo; род. 12 марта 1971, Вилья-Клара) — кубинский борец вольного стиля, представитель первой наилегчайшей весовой категории. Выступал за национальную сборную Кубы по борьбе в период 1993—1997 годов, бронзовый призёр летних Олимпийских игр Атланте, двукратный чемпион мира, чемпион Панамериканских игр. Также известен как боец смешанных единоборств, участвовал в турнирах таких организаций как Bellator, WSOF, Palace FC, Titan FC и др.

## Биография
Алексис Вила родился 12 марта 1971 года в провинции Вилья-Клара на Кубе. В молодости часто участвовал в уличных драках, но затем решил полностью посвятить себя вольной борьбе и стал достаточно титулованным спортсменом-любителем.

### Вольная борьба
Первого серьёзного успеха на взрослом международном уровне добился в 1993 году, когда вошёл в основной состав кубинской национальной сборной и побывал на чемпионате мира в Торонто, откуда привёз награду золотого достоинства, выигранную в первой наилегчайшей весовой категории. Год спустя на аналогичных соревнованиях в Стамбуле повторил это достижение.
В 1995 году одержал победу на Панамериканских играх в Мар-дель-Плата и стал серебряным призёром мирового первенства в Атланте — на сей раз в решающем финальном поединке уступил представителю России Вугару Оруджеву.
Благодаря череде удачных выступлений удостоился права защищать честь страны на летних Олимпийских играх 1996 года в Атланте. На предварительном этапе выиграл у всех своих соперников кроме армянина Армена Мкртчяна, тогда как в финальной схватке за третье место победил Вугара Оруджева и тем самым завоевал бронзовую олимпийскую медаль.
Вскоре после Олимпиады в 1997 году в поисках работы Вила бежал в США и устроился тренером в Университете штата Мичиган, где занимался подготовкой таких известных в будущем бойцов как Рашад Эванс и Грэй Мейнард. В 2004 году Вила врезался на машине в терминал аэропорта Форт-Лодердейл/Холливуд, и хотя никто из людей не пострадал, следователи ошибочно расценили это как попытку террористического акта, и бывший борец был приговорён к трём годам лишения свободы. Освободившись из тюрьмы, он решил стать профессиональным бойцом ММА.

### Смешанные единоборства
Дебютировал в смешанных единоборствах на профессиональном уровне в декабре 2007 года, выиграл у своего соперника сдачей, поймав его в «гильотину». Дрался в небольших американских промоушенах преимущественно на территории Флориды — из всех поединков неизменно выходил победителем, в частности в феврале 2009 года на турнире Palace Fighting Championship нокаутировал достаточно известного бойца Бена Нгуена.
Имея в послужном списке девять побед без единого поражения, Вила привлёк к себе внимание крупной бойцовской организации Bellator Fighting Championships и в 2011 году подписал с ней контракт. Стал здесь участником гран-при легчайшего веса и уже в дебютном поединке встретился с действующим чемпионом в полулёгком весе Джо Уорреном — нокаутировал его уже на второй минуте первого раунда и прошёл дальше по турнирной сетке. На стадии полуфиналов раздельным решением судей выиграл у бразильца Маркуса Галвана, но в решающем поединке единогласным решением уступил другому бразильцу Эдуарду Дантасу, потерпев тем самым первое поражение в профессиональной карьере. В следующем сезоне вновь предпринял попытку выиграть гран-при, однако на сей раз уже в четвертьфинале был остановлен Луисом Ногейрой, и на этом поражении его сотрудничество с Bellator подошло к концу.
В 2013 году выступал в небольшом промоушене CFA, претендовал здесь на титул чемпиона в наилегчайшей весовой категории, но проиграл сдачей Джошуа Сампо.
Позже выступал в организациях World Series of Fighting и Titan Fighting Championships, хотя особого успеха здесь не добился, проиграв большинство поединков.
В апреле 2018 года был арестован по обвинению в убийстве второй степени.

## Статистика в профессиональном ММА
| Боёв 22  | Побед 15 | Поражений 7 |
| -------- | -------- | ----------- |
| Нокаутом | 7        | 1           |
| Сдачей   | 3        | 1           |
| Решением | 5        | 5           |

| Результат | Рекорд | Соперник         | Способ                 | Турнир                         | Дата             | Раунд | Время | Место               | Примечание                                                 |
| --------- | ------ | ---------------- | ---------------------- | ------------------------------ | ---------------- | ----- | ----- | ------------------- | ---------------------------------------------------------- |
| Победа    | 15-7   | Хорхе Кальво     | Единогласное решение   | Titan FC 40                    | 5 августа 2016   | 3     | 5:00  | Корал-Гейблс, США   |                                                            |
| Поражение | 14-7   | Абдиэль Веласкес | Решение большинства    | Titan FC 39                    | 10 июня 2016     | 3     | 5:00  | Корал-Гейблс, США   |                                                            |
| Поражение | 14-6   | Марсель Адур     | TKO (удары)            | Fight Time 23: Mayhem In Miami | 6 февраля 2015   | 1     | 4:49  | Майами, США         |                                                            |
| Поражение | 14-5   | Брендон Хемплман | Единогласное решение   | WSOF 12                        | 9 августа 2014   | 3     | 5:00  | Лас-Вегас, США      |                                                            |
| Победа    | 14-4   | Сидемар Хонорио  | Единогласное решение   | WSOF 8                         | 18 января 2014   | 3     | 5:00  | Холливуд, США       | Бой в наилегчайшем весе.                                   |
| Поражение | 13-4   | Джош Реттингхаус | Единогласное решение   | WSOF 6                         | 26 октября 2013  | 3     | 5:00  | Корал-Гейблс, США   | Бой в легчайшем весе.                                      |
| Победа    | 13-3   | Васкар Крус      | Сдача (гильотина)      | CFA — Fight Night 1            | 11 сентября 2013 | 1     | 2:12  | Майами, США         |                                                            |
| Победа    | 12-3   | Цзар Склавос     | Единогласное решение   | CFA 11: Kyle vs. Wiuff 2       | 24 мая 2013      | 3     | 5:00  | Корал-Гейблс, США   |                                                            |
| Поражение | 11-3   | Джошуа Сампо     | Сдача (гильотина)      | CFA 9: Night of Champions      | 19 января 2013   | 5     | 2:26  | Корал-Гейблс, США   | Бой за введённый титул чемпиона CFA в наилегчайшем весе.   |
| Поражение | 11-2   | Луис Ногейра     | Единогласное решение   | Bellator 65                    | 13 апреля 2012   | 3     | 5:00  | Атлантик-Сити, США  | Четвертьфинал гран-при 6 сезона Bellator в легчайшем весе. |
| Поражение | 11-1   | Эдуарду Дантас   | Единогласное решение   | Bellator 59                    | 26 ноября 2011   | 3     | 5:00  | Атлантик-Сити, США  | Финал гран-при 5 сезона Bellator в легчайшем весе.         |
| Победа    | 11-0   | Маркус Галван    | Раздельное решение     | Bellator 55                    | 22 октября 2011  | 3     | 5:00  | Юма, США            | Полуфинал гран-при 5 сезона Bellator в легчайшем весе.     |
| Победа    | 10-0   | Джо Уоррен       | KO (удар рукой)        | Bellator 51                    | 24 сентября 2011 | 1     | 1:04  | Кантон, США         | Четвертьфинал гран-при 5 сезона Bellator в легчайшем весе. |
| Победа    | 9-0    | Льюис Маккензи   | TKO (удары руками)     | MFA: New Generation 4          | 12 февраля 2011  | 2     | 3:26  | Майами, США         |                                                            |
| Победа    | 8-0    | Омар Чудхури     | TKO (удары руками)     | MFA: New Generation 2          | 25 июня 2010     | 2     | 2:50  | Майами, США         |                                                            |
| Победа    | 7-0    | Шон Холл         | TKO (удары руками)     | MFA: New Generation 1          | 30 апреля 2010   | 2     | 3:34  | Майами, США         |                                                            |
| Победа    | 6-0    | Коди Белл        | TKO (удары руками)     | G-Force Fights: Bad Blood 2    | 26 октября 2009  | 2     | 0:54  | Корал-Гейблс, США   |                                                            |
| Победа    | 5-0    | Бен Нгуен        | KO (удар рукой)        | PFC: Best of Both Worlds       | 6 февраля 2009   | 2     | 0:34  | Лемор, США          |                                                            |
| Победа    | 4-0    | Иан Вольф        | Сдача (удушение сзади) | MFA: There Will Be Blood       | 13 декабря 2008  | 1     | 0:35  | Майами, США         |                                                            |
| Победа    | 3-0    | Ральф Акоста     | TKO (удары руками)     | G-Force Fights: Bad Blood 1    | 6 ноября 2008    | 1     | 1:00  | Майами, США         |                                                            |
| Победа    | 2-0    | Тайлер Уизерс    | Единогласное решение   | Warpath                        | 27 сентября 2008 | 3     | 5:00  | Альбукерке, США     |                                                            |
| Победа    | 1-0    | Стивен Нельсон   | Сдача (гильотина)      | Crazy Horse Fights             | 11 декабря 2007  | 2     | 3:52  | Форт-Лодердейл, США |                                                            |